# Louis Gabriel Madiot
Louis-Gabriel Madiot était un aviateur français né à Paris le 21 mai 1867 et mort le 23 octobre 1910 au lieu-dit « L'Homme-mort » à Brebières (Pas-de-Calais) aux commandes d'un aéroplane militaire Breguet.

## Biographie
- École Polytechnique.
- École d'application de l'artillerie et du génie.
- Brevet de pilote no 106 capitaine.
- En 1908, il conçoit un cerf-volant très original avec lequel il fait une ascension.
- 1909 il participe comme pilote à la Grande Semaine d'aviation de la Champagne

## Stèles
Deux stèles rappellent sa mémoire :
- l'une à Brebières sur les lieux de son décès,

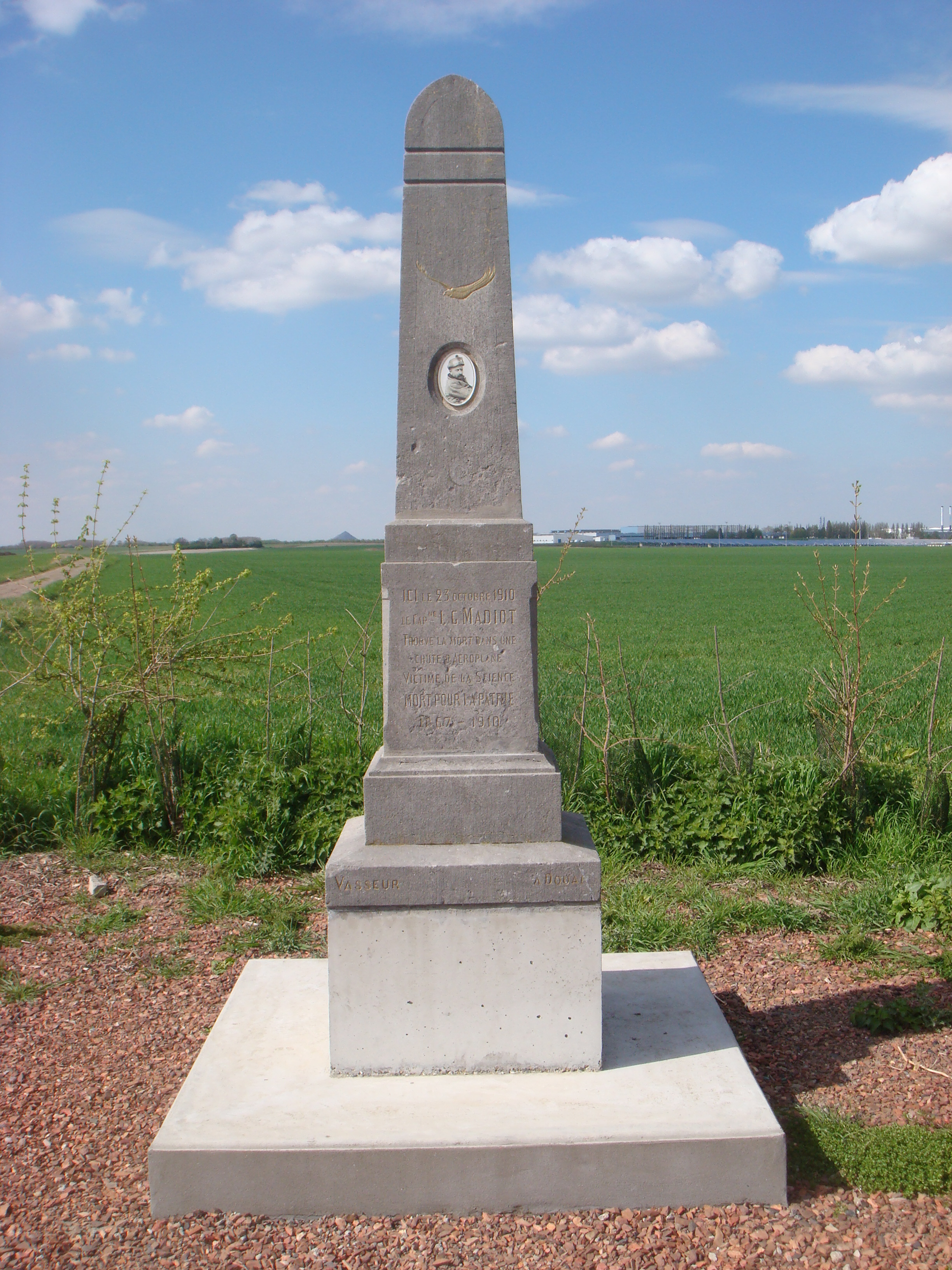
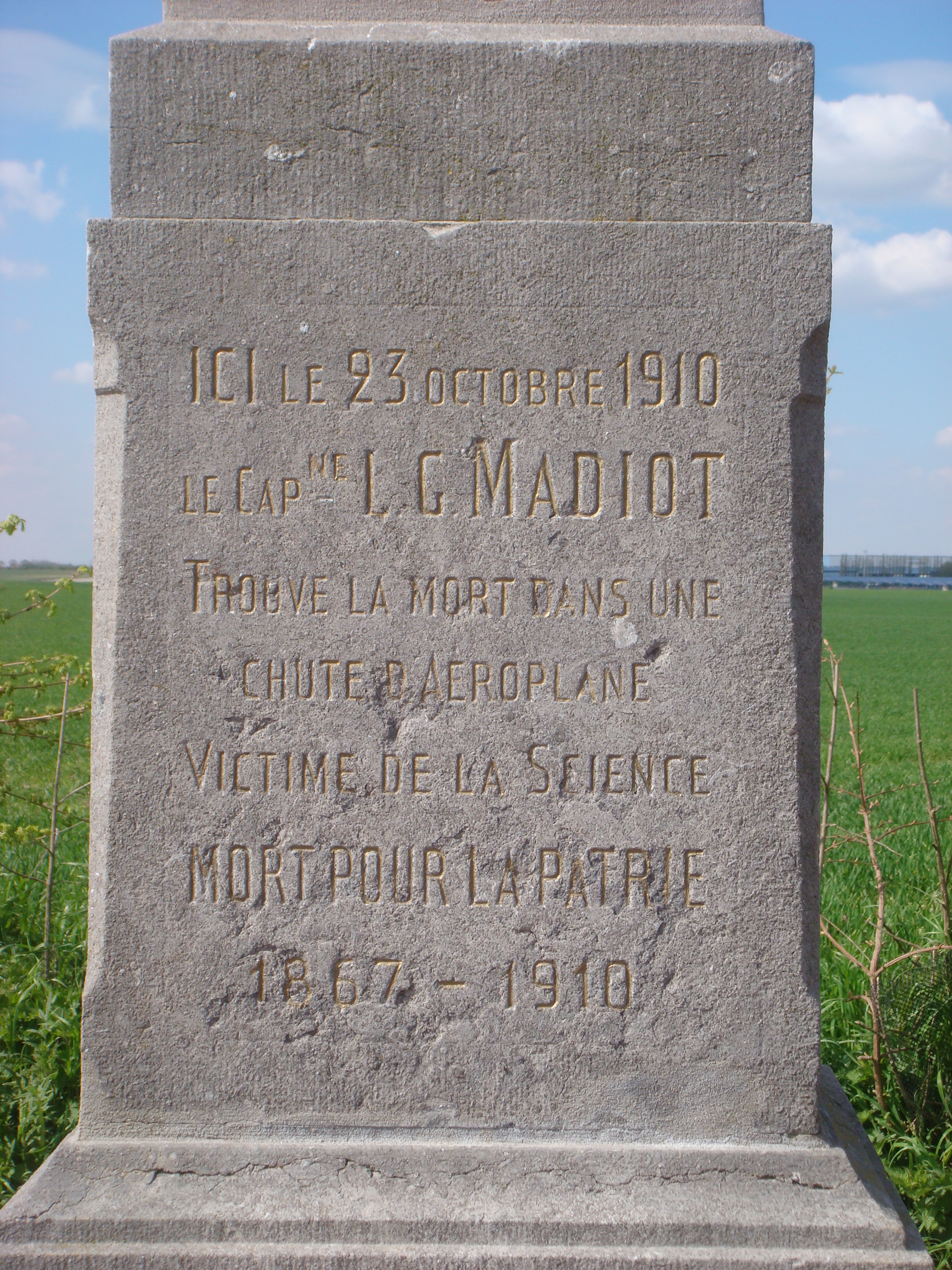
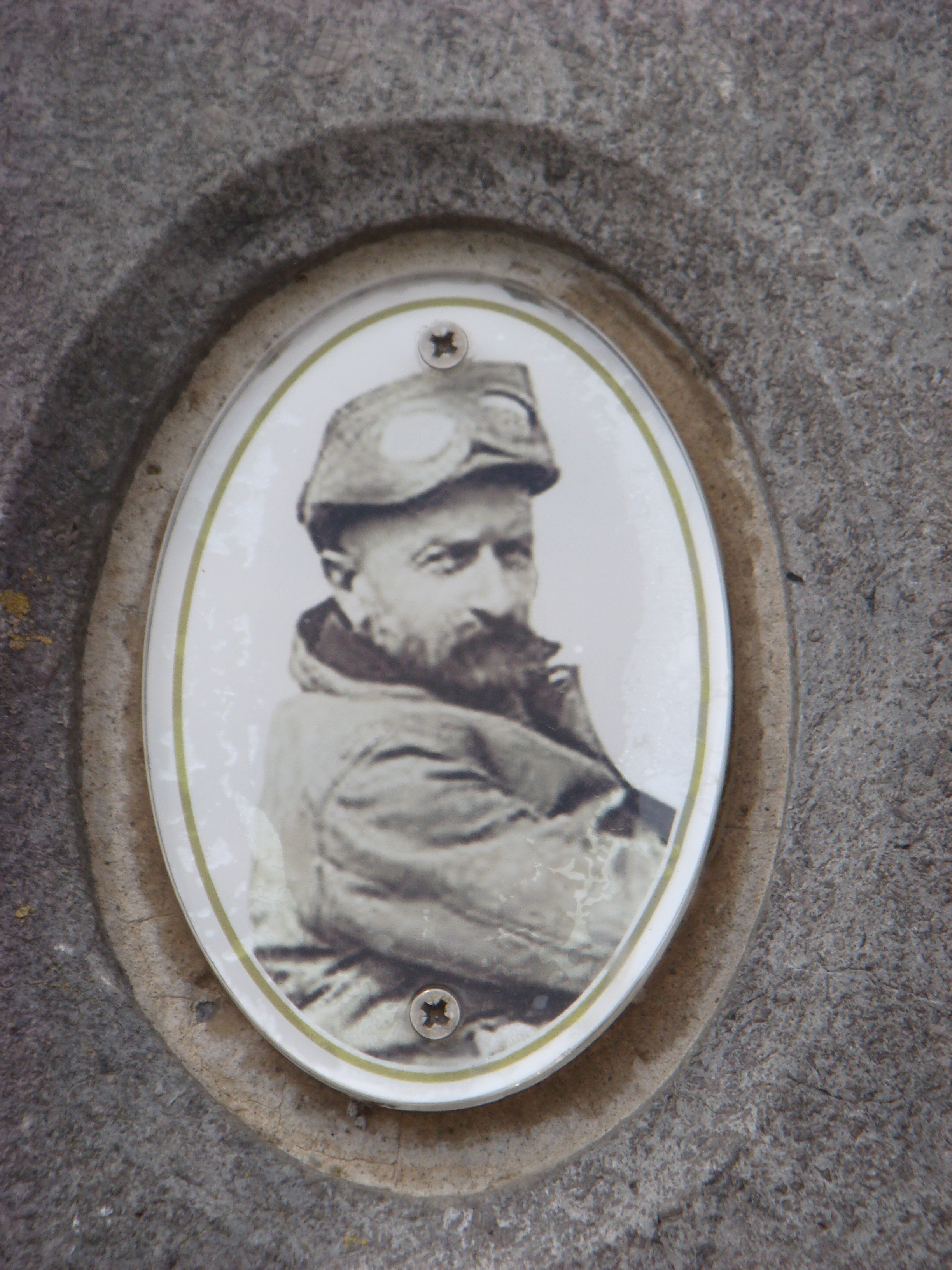

- l'autre au Champ d'aviation de la Brayelle à Douai.

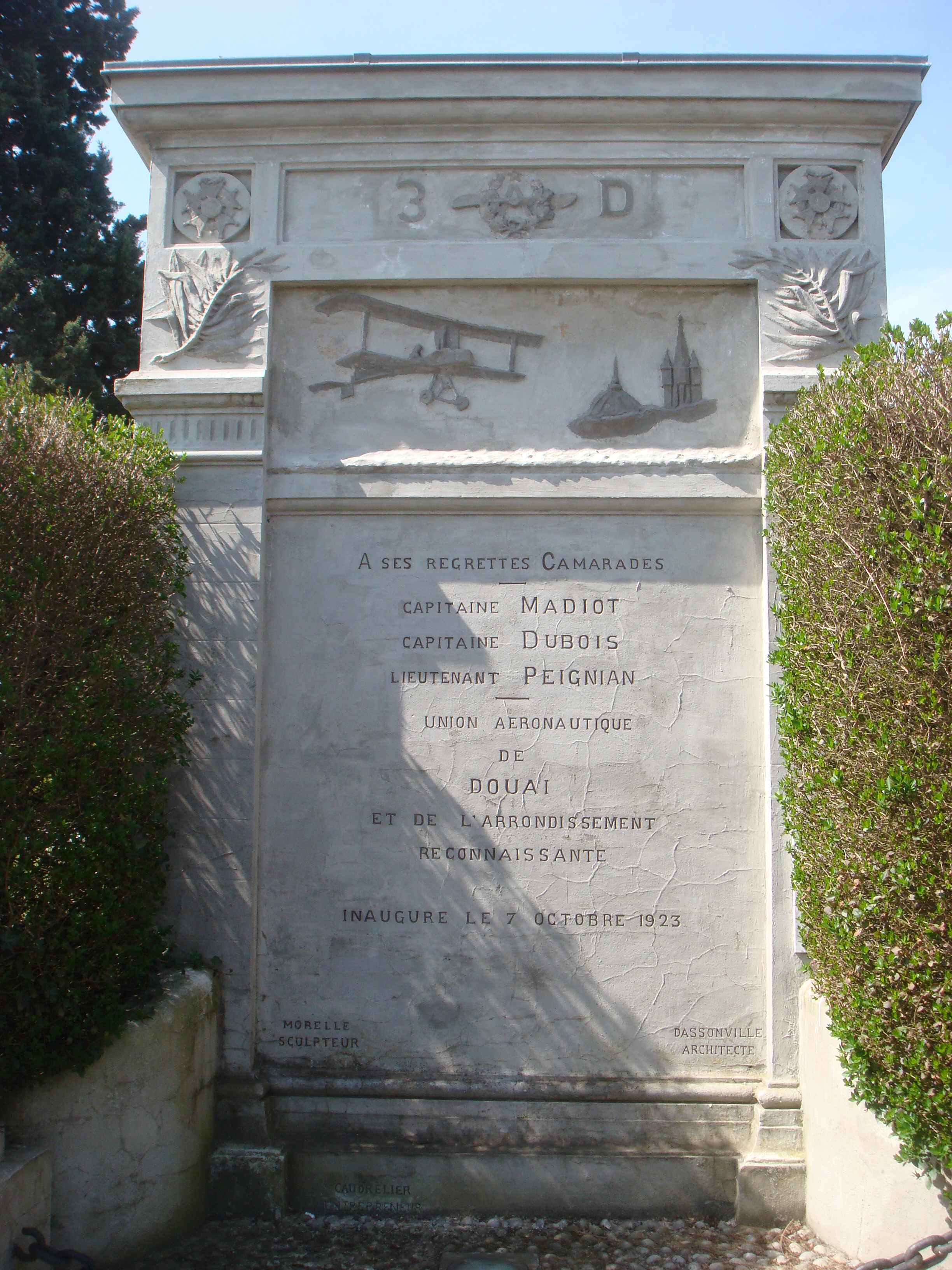